# Hideki Shirakawa

Hideki Shirakawa (白川 英樹 Shirakawa Hideki, født 20. august 1936) er en japansk kemiker, ingeniør og Professor emeritus på Tsukuba Universitet og Zhejiang Universitet. Han modtog nobelprisen i kemi i 2000 sammen med Alan G. MacDiarmid og Alan J. Heeger "for deres opdagelse og udikling af ledende polymerer;" de udgav deres resultater om den strømførende polymer polyacetylen i 1977.